# حجر النصيرى (الطويلة)

تعديل مصدري - تعديل

حجر النصيرى هي إحدى قرى عزلة بني الخياط بمديرية الطويلة التابعة لمحافظة المحويت، بلغ تعداد سكانها 605 نسمة حسب تعداد اليمن لعام 2004.